# خانه عزیزالله رفیعی
خانه عزیزا… رفیعی مربوط به اوایل دوره قاجار است و در شهرستان خوسف واقع شده است. این اثر در تاریخ ۲۳ شهریور ۱۳۸۲ با شمارهٔ ثبت ۱۰۱۹۶ به‌عنوان یکی از آثار ملی ایران به ثبت رسیده است.